# Jacques Romberg
Jacques Romberg, właśc. Jacobus Martinus Romberg (ur. 23 września 1905 w Berlinie, zm. ?) – szwajcarski piłkarz występujący na pozycji napastnika.

## Kariera klubowa
W trakcie kariery Romberg reprezentował barwy zespołów FC Aarau, Young Fellows oraz FC Zürich.

## Kariera reprezentacyjna
W reprezentacji Szwajcarii zadebiutował 11 marca 1928 w wygranym 4:3 towarzyskim pojedynku z Francją, w którym strzelił gola.
W 1928 roku został powołany do drużyny na letnie igrzyska olimpijskie, nie zagrał jednak na nich w żadnym meczu.
W latach 1928–1930 w drużynie narodowej rozegrał pięć spotkań i zdobył dwie bramki.